# Alfonso Carrillo de Acuña (Bischof)

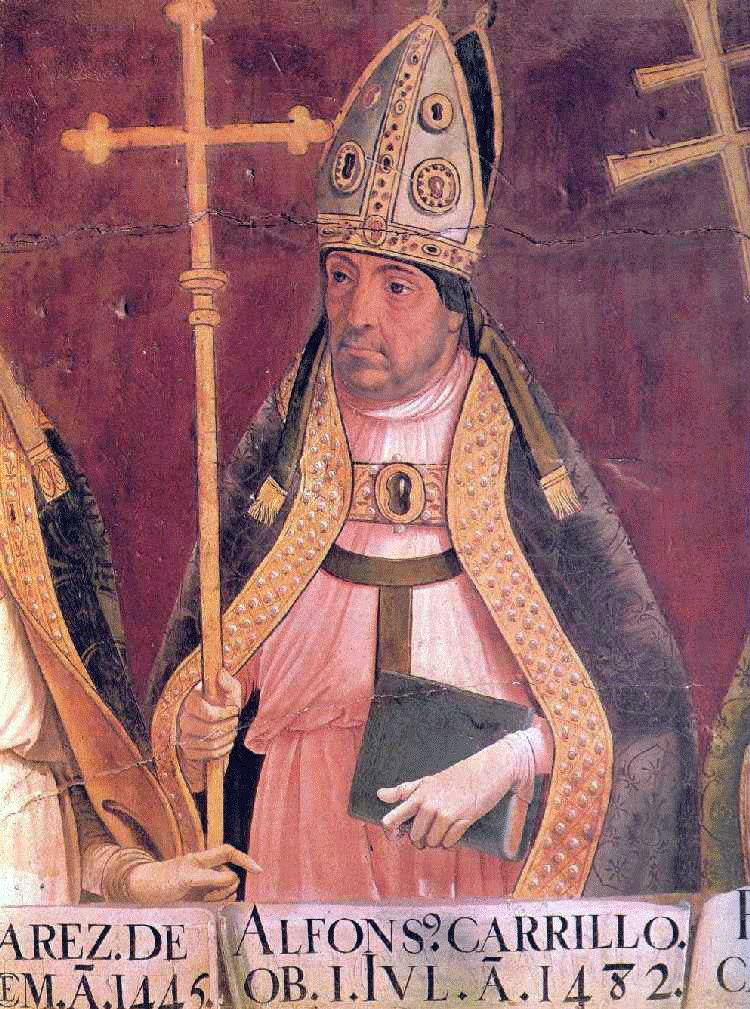
Erzbischof Alfonso Carrillo de Acuña
Gemälde von Juan de Borgoña im Kapitelsaal der Kathedrale von Toledo

Primaswappen (moderne Nachzeichnung)

Alfonso Carrillo de Acuña (* 1412 in Carrascosa del Campo, Cuenca, Spanien; † 1482 in Alcalá de Henares) war ein kastilischer Kleriker, Politiker und Primas von Spanien.

## Herkunft und kirchliche Laufbahn
Alfonso Carrillo wurde vermutlich 1412 in Carrascosa als drittes Kind des Adeligen Lope Vázquez de Acuña und seiner Ehefrau Teresa Carrillo de Albornoz geboren. Als zweitgeborener Sohn war für ihn eine geistliche Laufbahn vorgesehen. Im Alter von elf Jahren wurde er seinem Onkel Alfonso Carrillo de Albornoz zur Erziehung übergeben. Dieser Onkel lebte in Italien. Er war 1408 von Benedikt XIII. zum Kardinaldiakon von San Eustachio ernannt worden. Nach der Wahl von Martin V. auf dem Konzil von Konstanz im Jahr 1417 verließ Alfonso Carrillo de Albornoz Benedikt und erkannte Martin als den neuen Papst an.
Am 4. Mai 1429, als Alfonso Carrillo de Acuña sechzehn Jahre alt war, ernannte Papst Martin V. ihn, auf Bitten seines Onkels, der auf dieses Amt verzichtete, zum Archidiakon von Moya im Bistum Cuenca. In einem päpstlichen Dokument vom 23. Januar 1431 wird er als Apostolischer Protonotar bezeichnet. Nachdem sein Onkel, der Kardinal Alfonso Carrillo de Albornoz, am 14. März 1434 als Teilnehmer des Konzils in Basel gestorben war, wurde Alfonso Carrillo de Acuña 1435 von Papst Eugen IV. zum lebenslangen Verwalter des Bistums Sigüenza bestellt und am 9. Mai 1440 zum Bischof geweiht. Der Gegenpapst Felix V. ernannte ihn am 12. April 1440 zum Pseudokardinaldiakon von San Eustachio. Alfonso Carrillo lehnte dies Ernennung allerdings ab. Den Gipfel seiner Karriere erreichte er, als er im Alter von 34 Jahren am 10. August 1446 zum Erzbischof von Toledo geweiht wurde, womit er zugleich Primas von Spanien wurde.

## Laufbahn als Politiker

### Johann II. und Heinrich IV.
Seine erste Tätigkeit als Diplomat übernahm er im Februar 1433 als Mitarbeiter der kastilischen Botschaft beim Konzil in Basel. Nach dem Tod seines Onkels wurde er im März 1434 zum Vorsitzenden ernannt. Es zeigte sich aber, dass er sich nicht an die Weisungen des Königs Johann II. von Kastilien hielt. Daher wurde ihm die Aufgabe entzogen.
Im Jahr 1436 kehrte er nach Kastilien zurück und wurde Mitglied im Kronrat. Als Bischof von Sigüenza kämpfte er persönlich in der ersten Schlacht von Olmedo am 19. Mai 1445 auf der Seite des Königs Johann II. von Kastilien. Er nahm 1453 an der Sitzung des Kronrates teil, in der über die Zukunft seines Verwandten Álvaro de Luna entschieden werden sollte. Nach der Crónica de don Álvaro de Luna machte der Erzbischof seinen geistlichen Stand geltend und verließ die Versammlung vor der Entscheidung. Er vermied es so an der Verhängung des Todesurteils beteiligt gewesen zu sein. Nach dem Tod des Königs Johann II. war Carrillo auch Mitglied des Kronrates des Königs Heinrich IV. Der Erzbischof von Toledo war zusammen mit dem Erzbischof von Sevilla Alonso de Fonseca und dem Markgrafen von Villena Juan Pacheco eine der wichtigsten Personen im Kronrat, bis es 1464 zu einem Zusammenstoß mit dem Monarchen wegen der Unterstützung der Bewegung zu Gunsten des Fürsten von Asturien Alfons von Kastilien kam.

### Rebellion gegen Heinrich IV.
Im Lauf der weiteren Entwicklung wurde Alfonso Carrillo neben seinen Verwandten dem Markgrafen von Villena Juan Pacheco und dessen Bruder, dem Großmeister des Calatravaordens Pedro Girón de Acuña Pacheco, die wichtigste Person in der Umgebung des elfjährigen Fürsten von Asturien. So spielte Alfonso Carrillo auch eine Hauptrolle bei der Farsa de Ávila, der theatralischen Amtsenthebung des Königs Heinrich IV. und der Ausrufung des Fürsten von Asturien zum König Alfons XII. Bis zum Tod von Alfons im Jahr 1468 gab es einige bewaffnete Zusammenstöße zwischen den Anhängern des „Königs Alfons XII.“ und den Anhängern des Königs Heinrich. Die bedeutendsten militärischen Auseinandersetzungen waren die (erfolglose) Belagerung Simancas durch königliche Truppen und die zweite Schlacht von Olmedo 1467, an der „König Alfons XII.“ und Alfonso Carrillo auch persönlich teilnahmen.
Am 5. Juli 1468 starb „König Alfons XII.“ Die Versuche der Gegner des Königs Heinrich die vermutlich neue Fürstin von Asturien, Isabella, die in Ávila unter dem „Schutz“ von Alfonso Carrillo lebte, an die Stelle ihres verstorbenen Bruders zu setzen scheiterten an der Weigerung Isabellas an einem Aufstand gegen ihren Halbbruder Heinrich IV. teilzunehmen. Sie wollte stattdessen ein Abkommen mit Heinrich erreichen, in dem sie und nicht ihre Nichte Johanna als rechtmäßige Erbin der Reiche der Krone von Kastilien für den Fall des Todes des Königs Heinrich IV. anerkannt würde. Nach schwierigen Vorverhandlungen trafen sich Heinrich und Johanna in Guisando.

### Isabella als Fürstin von Asturien
Bei den folgenden Verhandlungen zwischen Heinrich und Isabella um die Thronfolge war auch Alfonso Carrillo beteiligt. Im Pakt von Toros de Guisando vom 18. September 1468 enterbte König Heinrich IV. erneut in aller Öffentlichkeit die Infantin Johanna. Er betrachtete sie weiterhin als seine Tochter, erkannte jedoch an, dass seine Ehe mit Johanna von Portugal ungültig sei, wodurch das Kind, das aus dieser Verbindung stammte, nämlich Johanna, von der Thronfolge ausgeschlossen sei. Heinrich ernannte Isabella offiziell zu seiner Erbin und verlieh ihr den Titel einer Prinzessin von Asturien. Isabella, verpflichtete sich, nicht ohne Einverständnis des Königs zu heiraten, während dieser umgekehrt zusicherte, sie nicht gegen ihren Willen zu verheiraten. Das Abkommen bekam durch die Anwesenheit des päpstlichen Legaten Giacopo Antonio Venier, einen offiziellen Charakter. Der päpstliche Legat hob alle Eide auf, die der König, die Infanten, Adelige und Bürger im Rahmen der vorausgegangenen Kriegshandlungen geschworen hatten und so auch die Eide die auf Johanna als Thronfolgerin abgegeben worden waren. Danach versprachen Isabella, Alfonso Carrillo sowie alle sonstigen Anwesenden dem König Heinrich Gehorsam. Heinrich ordnete an, dass alle Anwesenden Isabella anerkennen und einen Eid auf die Kronprinzessin ablegen sollten.

### Heirat Isabellas
Am 17. Juli 1468, nachdem der Tod von Alfons von Kastilien in Aragonien bekannt wurde, erhielt Pedro de Peralta y Ezpeleta, der Schwiegervater von Troilo Carrillo, einem unehelichen Sohn von Alfonso Carrillo, von Johann II. den Auftrag, eine Heirat zwischen dem neu ernannten König von Sizilien, dem aragonischen Thronerben Ferdinand und der neuen Fürstin von Asturien Isabella, zu vereinbaren. Zu dieser Zeit war der Erzbischof Carrillo wichtigster Befürworter dieser Hochzeit. Die Unterhändler des Königs Johann II. von Aragonien und Isabellas wurden sich über die Bedingungen der Ehe einig. Daher verließ Isabella im Mai 1469 Ocaña unter dem Schutz einer Eskorte des Erzbischofs von Toledo, offiziell um ihre Mutter zu besuchen. Sie reiste allerdings weiter nach Valladolid. Die Stadt stand unter dem Schutz des Almirante de Castilla Fadrique Enríquez de Mendoza, dem Großvater mütterlicherseits von Ferdinand von Aragonien. Sie wohnte im Palacio de los Vivero. Der Hausherr Juan Pérez de Vivero war verheiratet mit María de Acuña, einer Nichte des Erzbischofs Alonso de Carrillo de Acuña.
Am 18. Oktober 1469 unterzeichneten die Brautleute den Ehevertrag. Es wurde auch eine Päpstliche Bulle mit dem Dispens für die Hochzeit verlesen. Diese Bulle war mit Wissen von Alfonso Carrillo, der bei der Trauung anwesend war, gefälscht worden. (Am 1. Dezember 1471 stellte Papst Sixtus IV. einen echten rückwirkenden Dispens aus.) Am folgenden Tag, dem 19. Oktober, zelebrierte Pedro López de Alcalá, der Hofkaplan des Erzbischofs von Toledo, in der Hauskapelle des Palacio de los Vivero die Trauungsmesse.
Die erste Zeit nach der Hochzeit verbrachte das Paar auf dem Landgut des Almirante de Castilla Fadrique Enríquez de Mendoza dem Großvater Ferdinands. Von Mai bis Dezember 1470 wohnen Isabella und Ferdinand in Dueñas im Palast der Grafen von Buendía. Der Graf von Buendía, Pedro de Acuña, war ein Bruder von Alfonso Carrillo. In Dueñas kam am 2. Oktober 1470 Isabella, das erste Kind des Paares zur Welt. Die Spannungen zwischen Isabella und Ferdinand auf der einen Seite und Alfonso Carrillo auf der anderen nahmen mit der Zeit zu. Während Carrillo erwartete, dass die beiden seine Ratschläge befolgten, verfolgten diese eine eigenständige Politik. Der ständige Hinweis Carrillos auf seine Erfahrung ärgerte Ferdinand, der noch keine 20 Jahre alt war. Er stellte Carrillo gegenüber klar: „Ich tue das, was ich mir vorgenommen habe, und auch der Erzbischof von Toledo wird mich nicht davon abhalten.“ Nur durch Vermittlung von Johann II. konnte das Verhältnis zwischen Ferdinand und Alfonso Carrillo wieder einigermaßen gebessert werden. Ende 1470 zog der Erzbischof sich in seine Erzdiözese zurück. 1472 nahmen Isabella und Ferdinand eine Einladung Carrillos auf einem seiner Landgüter zu leben an.
Am 7. Mai 1473 ernannte Papst Sixtus IV., nach der Fürsprache von König Heinrich IV., dem päpstlichen Legaten Rodrigo de Borja (dem späteren Papst Alexander VI.) aber auch von Ferdinand, den Bischof von Sigüenza Pedro González de Mendoza zum Kardinal. Mendoza war 16 Jahre jünger als Carrillo. Mendoza stand in der kastilischen Kirchenhierarchie unter Carrillo. Sigüenza war (und ist) Suffragandiözese des Erzbistums Toledo. Carrillo fühlte sich übergangen.

### Vertrag von Segovia
Isabella war nach dem Tod ihres Bruders Heinrich IV. am 13. Dezember 1474 zuerst in Segovia zur Königin ausgerufen worden. Die offizielle Formel der Proklamation war: Isabella, Königin von Kastilien; Ferdinand, ihr rechtmäßiger Gemahl. Ihr Ehemann Ferdinand befand sich zu diesem Zeitpunkt in Aragonien um seinen Vater Johann II. von Aragonien im Kampf gegen Frankreich zu unterstützen. Ferdinand erreichte Segovia am 2. Januar 1475. Er war mit der Proklamationsformel nicht einverstanden, da sie ihn, seiner Meinung nach nicht als gleichberechtigten König, sondern als Prinzgemahl bezeichnete. Isabella und Ferdinand baten Alfonso Carrillo de Acuña und den Kardinal Pedro González de Mendoza einen Vertrag zu entwerfen der Unklarheiten in der Formulierung beseitigen sollte. In wenigen Tagen erstellten die zwei verfeindeten Kleriker den Text des Vertrags von Segovia der die Grundlage für die lebenslange gemeinsame Regierung der Katholischen Könige wurde.

### Kastilischer Erbfolgekrieg
Im März 1475 zog Alfonso Carrillo sich wieder nach Alcalá de Henares zurück. Im Mai 1475, zu Beginn des Kastilischen Erbfolgekrieges versuchte Königin Isabella sich mit Alfonso Carrillo zu treffen. Der lehnte aber ein Treffen ab.
Während des Bürgerkrieges griff Carrillo auch persönlich in das Geschehen ein. In der Schlacht von Toro kämpfte er auf der Seite des portugiesischen Königs Alfons V. gegen Ferdinand II. und Kardinal Mendoza. Am 3. und 4. Mai des gleichen Jahres nahm der Erzbischof an der Verteidigung der Festung Uclés mit mehr als tausend Leuten teil. Er wurde durch Rodrigo Manrique dem Großmeister des Ordens von Santiago geschlagen. In der zweiten Phase des Krieges gegen Portugal seit der Mitte des Jahres 1477 bis zum Ende 1478 war Carrillo erneut auf der Seite des portugiesischen Monarchen dessen Einfall in Kastilien dadurch erleichtert wurde. Ende 1478 gab er den Widerstand gegen die Katholischen Könige auf und schloss mit den Monarchen am 31. Dezember 1478 eine Friedensvereinbarung ab. Auf diese Art erreichte der betagte Erzbischof Alonso Carrillo die königliche Vergebung.

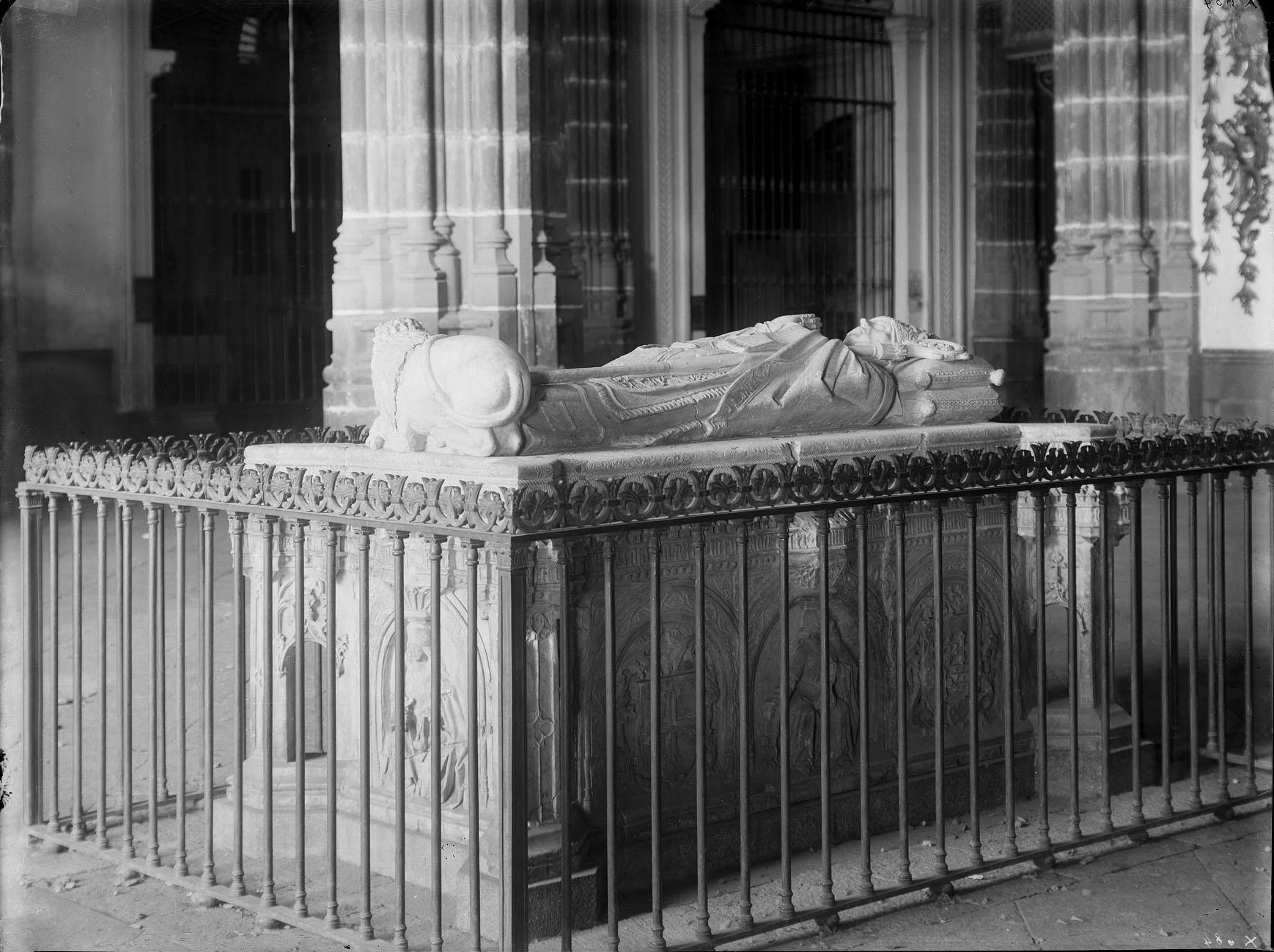
Grab von Erzbischof Carrillo (Jean Laurent ca. 1870) in Alcalá de Henares.

In den noch folgenden Jahren seines Lebens war seine Bedeutung auf der politischen Ebene zweitrangig. Er starb am 1. Juli 1482 im erzbischöflichen Palast von Alcalá de Henares und wurde in dem von ihm gegründeten Franziskanerkloster Santa María de Jesús bestattet. Das Grab befindet sich heute in der Catedral de los Santos Niños Justo y Pastor in Alcalá de Henares.